# Encyclia lorata
Encyclia lorata là một loài thực vật có hoa trong họ Lan. Loài này được Dressler & G.E.Pollard mô tả khoa học đầu tiên năm 1974.